# Kameroen op het wereldkampioenschap voetbal 1982
Kameroen was een van de 24 deelnemende landen aan het wereldkampioenschap voetbal 1982 dat in Spanje werd gehouden. Het Afrikaanse land nam voor de eerste keer in de geschiedenis deel aan de WK-eindronde. Algerije was de andere vertegenwoordiger uit Afrika. Kameroen speelde driemaal gelijk, tegen achtereenvolgens Peru (0-0), Polen (0-0) en Italië (1-1), en werd desondanks uitgeschakeld in de eerste ronde doordat Italië, dat eveneens driemaal gelijkspeelde, meer doelpunten had gemaakt: twee (Italië) tegen één (Kameroen). De ploeg stond bij de WK-eindronde onder leiding van de voormalig Frans international Jean Vincent.

## WK-kwalificatie
Kameroen plaatste zich voor de WK-eindronde door achtereenvolgens af te rekenen (over twee duels) met Malawi, Zimbabwe, Zaïre en Marokko.

## Oefeninterlands
Kameroen speelde drie oefeninterlands in de aanloop naar het WK voetbal in Spanje.

|            |          |       |         |  |
| 1 mei 1982 | Kameroen | 2 – 1 | Senegal |  |
| 1 mei 1982 |          |       |         |  |

|            |          |       |        |  |
| 2 mei 1982 | Kameroen | 1 – 1 | Guinee |  |
| 2 mei 1982 |          |       |        |  |

|            |          |       |       |  |
| 5 mei 1982 | Kameroen | 0 – 0 | Ghana |  |
| 5 mei 1982 |          |       |       |  |

## Selectie
data corresponderend met situatie voorafgaand aan toernooi
| Nummer / Naam      | Nummer / Naam       | Geboortedatum | Caps | Goals | Club                 | Duels | Goal | Kreeg geel | Kreeg voor de tweede keer geel en dus rood | Weggestuurd |
| Doel               | Doel                | Doel          | Doel | Doel  | Doel                 | Doel  | Doel | Doel       | Doel                                       | Doel        |
| ------------------ | ------------------- | ------------- | ---- | ----- | -------------------- | ----- | ---- | ---------- | ------------------------------------------ | ----------- |
| 1                  | Thomas N'Kono       | 20/07/1956    |      |       | Canon Yaoundé        | 3     | 0    | 1          | 0                                          | 0           |
| 12                 | Joseph-Antoine Bell | 08/10/1954    |      |       | Africa Sports        | 0     | 0    | 0          | 0                                          | 0           |
| 22                 | Simon Tchobang      | 31/08/1951    |      |       | Dynamo Douala        | 0     | 0    | 0          | 0                                          | 0           |
| Verdediging        |                     |               |      |       |                      |       |      |            |                                            |             |
| 2                  | Michel Kaham        | 01/06/1952    |      |       | Quimper Cornouaille  | 3     | 0    | 0          | 0                                          | 0           |
| 3                  | Edmond Enoka        | 17/12/1955    |      |       | Dragon Douala        | 0     | 0    | 0          | 0                                          | 0           |
| 4                  | René N'Djeya        | 09/10/1953    |      |       | Union Douala         | 3     | 0    | 1          | 0                                          | 0           |
| 5                  | Elie Onana          | 13/10/1958    |      |       | Fédéral Foumban      | 3     | 0    | 0          | 0                                          | 0           |
| 15                 | François N'Doumbé   | 30/01/1954    |      |       | Union Douala         | 0     | 0    | 0          | 0                                          | 0           |
| 16                 | Ibrahim Aoudou      | 23/08/1955    |      |       | AS Cannes            | 3     | 0    | 1          | 0                                          | 0           |
| Middenveld         |                     |               |      |       |                      |       |      |            |                                            |             |
| 6                  | Emmanuel Kundé      | 15/07/1956    |      |       | Canon Yaoundé        | 3     | 0    | 0          | 0                                          | 0           |
| 7                  | Ephrem M'Bom        | 19/10/1955    |      |       | Canon Yaoundé        | 3     | 0    | 0          | 0                                          | 0           |
| 8                  | Grégoire M'Bida     | 21/01/1955    |      |       | Canon Yaoundé        | 3     | 1    | 0          | 0                                          | 0           |
| 11                 | Charles Toubé       | 22/01/1958    |      |       | Tonnerre Yaoundé     | 0     | 0    | 0          | 0                                          | 0           |
| 14                 | Théophile Abega     | 09/07/1954    |      |       | Canon Yaoundé        | 3     | 0    | 0          | 0                                          | 0           |
| 17                 | Joseph Kamga        | 17/08/1953    |      |       | Union Douala         | 0     | 0    | 0          | 0                                          | 0           |
| 19                 | Joseph Enanga       | 18/11/1956    |      |       | Union Douala         | 0     | 0    | 0          | 0                                          | 0           |
| Aanval             |                     |               |      |       |                      |       |      |            |                                            |             |
| 9                  | Roger Milla         | 20/05/1952    |      |       | SC Bastia            | 3     | 0    | 1          | 0                                          | 0           |
| 10                 | Jean-Pierre Tokoto  | 26/01/1948    |      |       | Jacksonville Tea Men | 3     | 0    | 0          | 0                                          | 0           |
| 13                 | Paul Bahoken        | 07/07/1955    |      |       | AS Cannes            | 1     | 0    | 0          | 0                                          | 0           |
| 18                 | Jacques N'Guea      | 08/11/1955    |      |       | Canon Yaoundé        | 2     | 0    | 0          | 0                                          | 0           |
| 20                 | Alain Eyobo         | 23/10/1961    |      |       | Dynamo Douala        | 0     | 0    | 0          | 0                                          | 0           |
| 21                 | Ernest Eboungué     | 15/05/1962    |      |       | Tonnerre Yaoundé     | 0     | 0    | 0          | 0                                          | 0           |
| Bondscoach         |                     |               |      |       |                      |       |      |            |                                            |             |
| Vlag van Frankrijk | Jean Vincent        | 29/11/1930    |      |       |                      |       |      |            |                                            |             |

## WK-wedstrijden

### Groep A
|                        |           |       |      |                                                                                  |
| 15 juni 1982 17:15 uur | Kameroen  | 0 – 0 | Peru | Estadio Riazor, A Coruña Toeschouwers: 11.000 Scheidsrechter: Franz Wöhrer (AUT) |
| 15 juni 1982 17:15 uur | (details) |       |      | Estadio Riazor, A Coruña Toeschouwers: 11.000 Scheidsrechter: Franz Wöhrer (AUT) |

|                        |           |       |       |                                                                                   |
| 19 juni 1982 17:15 uur | Kameroen  | 0 – 0 | Polen | Estadio Riazor, A Coruña Toeschouwers: 19.000 Scheidsrechter: Alexis Ponnet (BEL) |
| 19 juni 1982 17:15 uur | (details) |       |       | Estadio Riazor, A Coruña Toeschouwers: 19.000 Scheidsrechter: Alexis Ponnet (BEL) |

|                        |                        |           |                     |                                                                                  |
| 23 juni 1982 17:15 uur | Italië                 | 1 – 1     | Kameroen            | Estadio Balaidos, Vigo Toeschouwers: 20.000 Scheidsrechter: Bogdan Dotchev (BUL) |
| 23 juni 1982 17:15 uur | Francesco Graziani 60' | (details) | 61' Grégoire M'Bida | Estadio Balaidos, Vigo Toeschouwers: 20.000 Scheidsrechter: Bogdan Dotchev (BUL) |

### Eindstand
| Land     | Wed | Win | Gel | Ver | DV | DT | +/− | Pnt |
| -------- | --- | --- | --- | --- | -- | -- | --- | --- |
| Polen    | 3   | 1   | 2   | 0   | 5  | 1  | 4   | 4   |
| Italië   | 3   | 0   | 3   | 0   | 2  | 2  | 0   | 3   |
| Kameroen | 3   | 0   | 3   | 0   | 1  | 1  | 0   | 3   |
| Peru     | 3   | 0   | 2   | 1   | 2  | 6  | –4  | 2   |

FCF · A-internationals · Selecties · Bondscoaches · Statistieken · Kameroens vrouwenelftal · Kameroen U21 · Kameroen U20 · Kameroen U19 · Kameroen U18 · Kameroen U17
1960 – 1969 · 
1970 – 1979 · 
1980 – 1989 · 
1990 – 1999 · 
2000 – 2009 · 
2010 – 2019 ·
2020 − 2029
CC 2001 · 
CC 2003
WK 1982 · 
WK 1990 · 
WK 1994 · 
WK 1998 · 
WK 2002 · 
WK 2010 · 
WK 2014 ·
WK 2022
OS 1984 · 
OS 2000 · 
OS 2008
1961 · 
1960 · 
1961 · 
1962 · 
1963 · 
1964 · 
1965 · 
1966 · 
1967 · 
1968 · 
1969 · 
1970 · 
1971 · 
1972 · 
1973 · 
1974 · 
1975 · 
1976 · 
1977 · 
1978 · 
1979 · 
1980 · 
1981 · 
1982 · 
1983 · 
1984 · 
1985 · 
1986 · 
1987 · 
1988 · 
1989 · 
1990 · 
1991 · 
1992 · 
1993 · 
1994 · 
1995 · 
1996 · 
1997 · 
1998 · 
1999 · 
2000 · 
2001 · 
2002 · 
2003 · 
2004 · 
2005 · 
2006 · 
2007 · 
2008 · 
2009 · 
2010 · 
2011 · 
2012 · 
2013 ·
2014 ·
2015 ·
2016 ·
2017 ·
2018 ·
2019 ·
2020 ·
2021 ·
2022
Albanië ·
Algerije ·
Angola ·
Argentinië ·
Australië ·
Benin ·
Bolivia ·
Brazilië ·
Bulgarije ·
Burkina Faso ·
Burundi ·
Canada ·
Centraal-Afrikaanse Republiek ·
Chili ·
Colombia ·
Comoren ·
Congo-Brazzaville ·
Congo-Kinshasa ·
Costa Rica ·
Cuba ·
Denemarken ·
Duitsland ·
Egypte ·
Engeland ·
Equatoriaal-Guinea ·
Eritrea ·
Ethiopië ·
Finland ·
Frankrijk ·
Gabon ·
Gambia ·
Georgië ·
Ghana ·
Griekenland ·
Guinee ·
Guinee-Bissau ·
Ierland ·
India ·
Indonesië ·
Iran ·
Italië ·
Ivoorkust ·
Jamaica ·
Japan ·
Kaapverdië ·
Kenia ·
Koeweit ·
Kroatië ·
Lesotho ·
Liberia ·
Libië ·
Luxemburg ·
Madagaskar ·
Malawi ·
Mali ·
Marokko ·
Mauritanië ·
Mauritius ·
Mexico ·
Moldavië · 
Mozambique ·
Namibië ·
Nederland ·
Niger ·
Nigeria ·
Noord-Macedonië ·
Noorwegen ·
Oeganda ·
Oekraïne ·
Oezbekistan ·
Oostenrijk ·
Panama ·
Paraguay ·
Peru ·
Polen ·
Portugal ·
Roemenië ·
Rusland ·
Rwanda ·
Saoedi-Arabië ·
Sao Tomé en Principe ·
Senegal ·
Servië ·
Sierra Leone ·
Slowakije ·
Soedan ·
Somalië ·
Sovjet-Unie ·
Swaziland ·
Tanzania ·
Thailand · 
Togo ·
Tsjaad ·
Tunesië ·
Turkije ·
Verenigde Staten ·
Zambia ·
Zimbabwe ·
Zuid-Afrika ·
Zuid-Korea ·
Zuid-Soedan ·
Zweden ·
Zwitserland
Brazilië (2014) · 
Brazilië (2022) · 
Denemarken (2010) · 
Egypte (2017) ·
Frankrijk (2003) · 
Italië (1982) · 
Japan (2010) · 
Kroatië (2014) · 
Mexico (2014) ·
Nederland (2010) · 
Peru (1982) · 
Polen (1982) · 
Servië (2022)